# Vitrea trolli
Vitrea trolli is een slakkensoort uit de familie van de Pristilomatidae. De wetenschappelijke naam van de soort is voor het eerst geldig gepubliceerd in 1922 door A.J. Wagner.